# Сладек, Урсула
Урсу́ла Маргаре́те Сла́дек (нем. Ursula Margarete Sladek; род. 6 сентября 1946, Мюльхайм-на-Майне) — предпринимательница, владелица энергетической компании Schönau Power Supply, расположенной в городе Шёнау-им-Шварцвальд (Германия), которая поставляет в немецкую энергосистему электроэнергию из возобновляемых источников. Её компания «получает большую часть энергии от небольших местных производителей энергии, включая несколько гидроэлектростанций, солнечные батареи, несколько ветряных турбин и около 20 когенерационных установок размером со стиральную машину в домах людей, которые производят как тепло для дома, так и электроэнергию для сети». В 2011 г. Сладек стала лауреатом премии Голдмана в области охраны окружающей среды.

## Биография
В 1986 году Сладек была домохозяйкой и матерью пятерых детей школьного возраста, когда часть радиоактивных изотопов, взлетевших в воздух в результате взрыва на Чернобыльской АЭС в Украине, упала в районе её города Шёнау, расположенного в Шварцвальде на западе Германии. Её дети в течение двух недель не могли играть на свежем воздухе; спустя 25 лет грибы в этом лесу по-прежнему считаются небезопасными.
Получив образование школьного учителя, Сладек начала изучать энергетику Германии, чтобы понять, есть ли способы уменьшить зависимость от атомной энергии. Вместе со своим мужем, Михаэлем Сладеком, она создала группу «Родители за безъядерное будущее», целью которой было продвижение энергоэффективности в немецком регионе Шварцвальд и возвращение контроля над производством и распределением энергии населению. В 1991 г., когда срок аренды прежней энергетической компании на энергоснабжение региона Шёнау подошёл к концу, Сладек и её партнёры начали общенациональный сбор средств, чтобы получить право собственности на местную энергосистему. Им удалось собрать 6 млн немецких марок (около 3 млн евро), и к 1997 г. компания Schönau Power Supply стала коммунальным поставщиком электроэнергии, стремящимся к устойчивому энергетическому будущему. Компания Schönau Power Supply использует децентрализованный подход к производству электроэнергии и использует возобновляемые источники энергии, включая солнечную, гидроэлектрическую, ветровую энергию и биомассу. Компания работает как кооператив; хотя владельцы кооператива получают дивиденды, большая часть прибыли реинвестируется в возобновляемые источники энергии. В 2009 году общая выручка компании достигла 67 млн евро.

## Награды и признание
За свою деятельность в области энергосбережения и производства возобновляемой энергии Урсула Сладек удостоена многих наград, в том числе ордена «За заслуги перед Федеративной Республикой Германия», Европейской природоохранной премии Генри Форда, немецкой премии «Основатель года», Международной премии «Безъядерное будущее», Немецкой энергетической премии и Европейской премии в области солнечной энергии, а в 2008 году была избрана стипендиатом Ашоки. В 2011 году Сладек стал лауреатом премии Голдманов в области охраны окружающей среды.